# Border Regiment

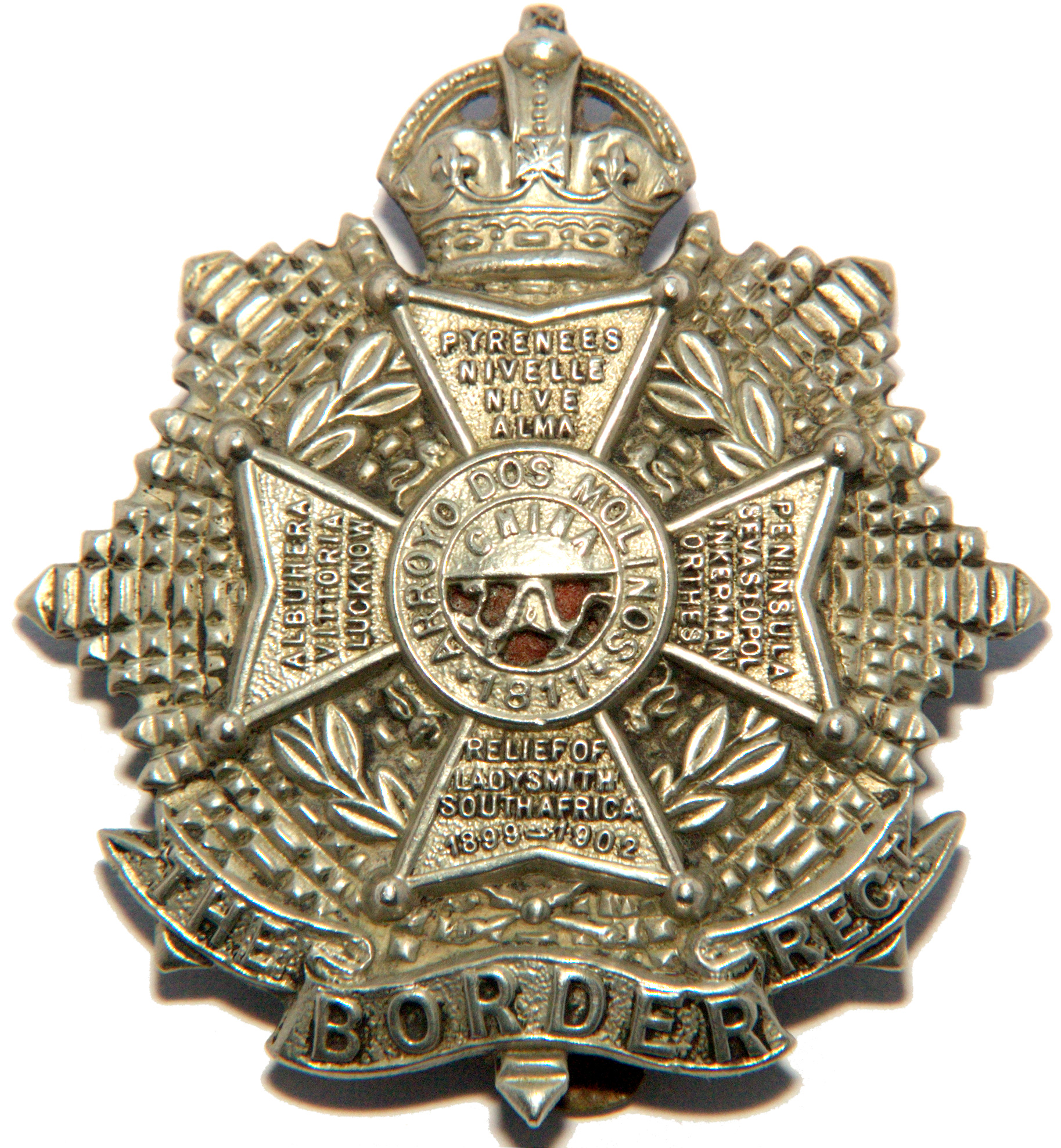
Insigne du Border Regiment

Le Border Regiment (Régiment des frontières) est un régiment d'infanterie de ligne de l'armée britannique. Il a été formé le 1er juillet 1881 à la suite de la fusion du 34e régiment d'infanterie de Cumberland et du 55e régiment d'infanterie de Westmorland.
Après avoir servi durant la première et la seconde guerre mondiale, le régiment est fusionné en 1959 avec le King's Own Royal Border Regiment (en).

## Histoire

### 1reguerremondiale
Le régiment a participé aux combats de la Somme en 1916.

### Seconde guerre mondiale
Durant la seconde Guerre mondiale, le régiment a participé à l'opération Husky et à l'opération Ladbroke.